# Вища атестаційна комісія
Ви́ща атестаці́йна комі́сія (абр.ВАК, лат. VAK) — центральний державний орган у галузі присудження наукових ступенів і вчених звань.
У СРСР ВАК була заснована в 1932 році, фактично почала роботу в 1934 році. До того часу наукові ступені присуджувалися безпосередньо в інститутах і університетах. Створення єдиного атестаційного органу було викликано загальним дефіцитом досить кваліфікованих і одночасно ідеологічно витриманих науковців, здатних адекватно оцінювати дисертаційні роботи.
ВАК України було утворено Указом Президента України від 25.02.1992 року № 100. 
ВАК України взяв за основу радянську модель спеціалізованих вчених рад, систему кодування і назв наукових спеціальностей, за якими захищаються дисертації на здобуття наукового ступеня кандидата наук і доктора наук.
9 грудня 2010 Вищу атестаційну комісію України ліквідовано, поклавши її функції на Міністерство освіти і науки, молоді та спорту України (на Атестаційну колегію Міністерства освіти і науки, молоді та спорту України). У 2013 році Міністерство освіти і науки, молоді та спорту України реорганізувалося на Міністерство освіти і науки України та Міністерство  молоді та спорту України.
Аналогічний орган існує в Болгарії.

## Вищі атестаційні комісії за країнами

### Російська Федерація
(рос. Высшая аттестационная комиссия Российской Федерации)